# Asunto de Neuchâtel

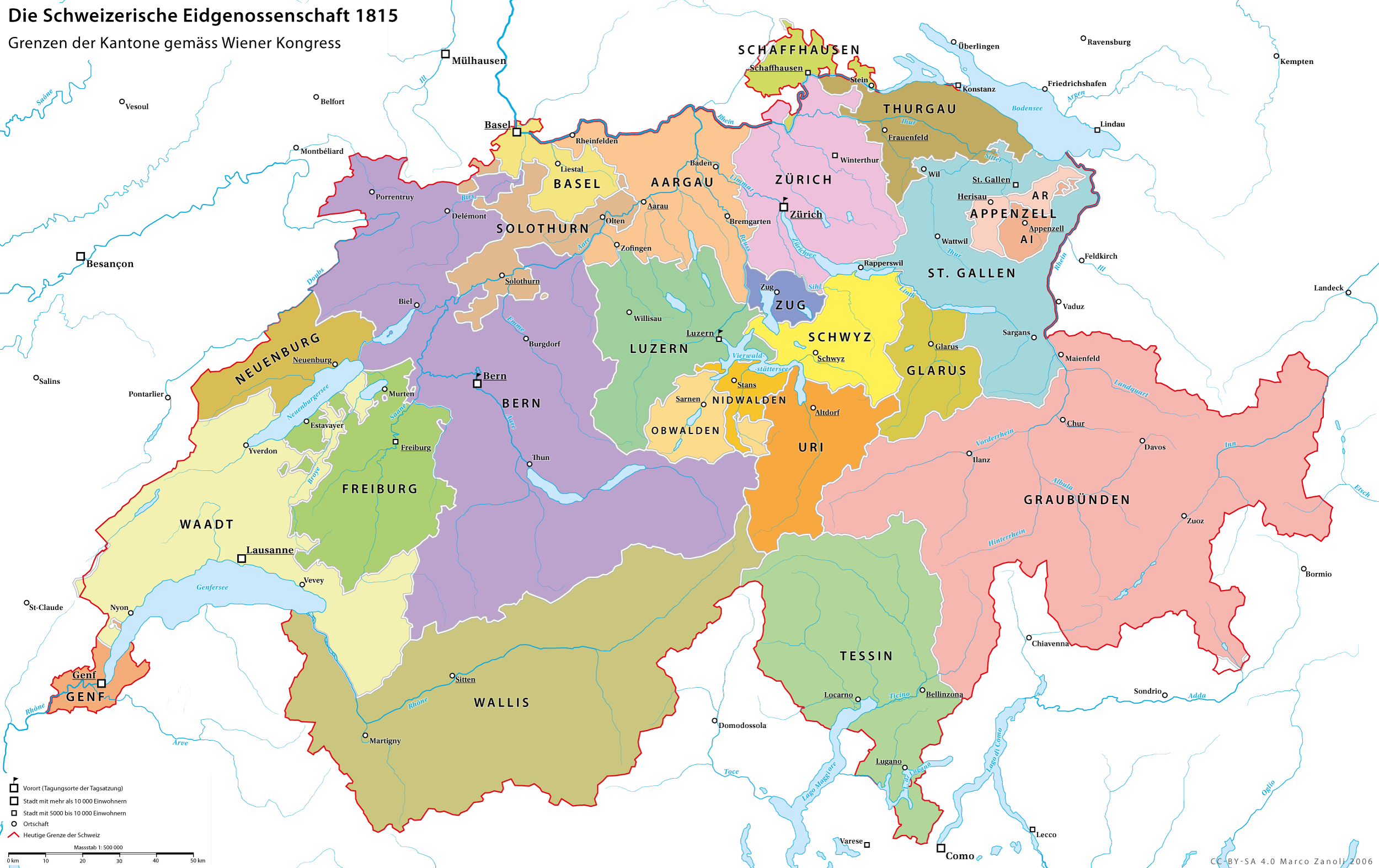
Suiza durante la Restauración 1814-1847.

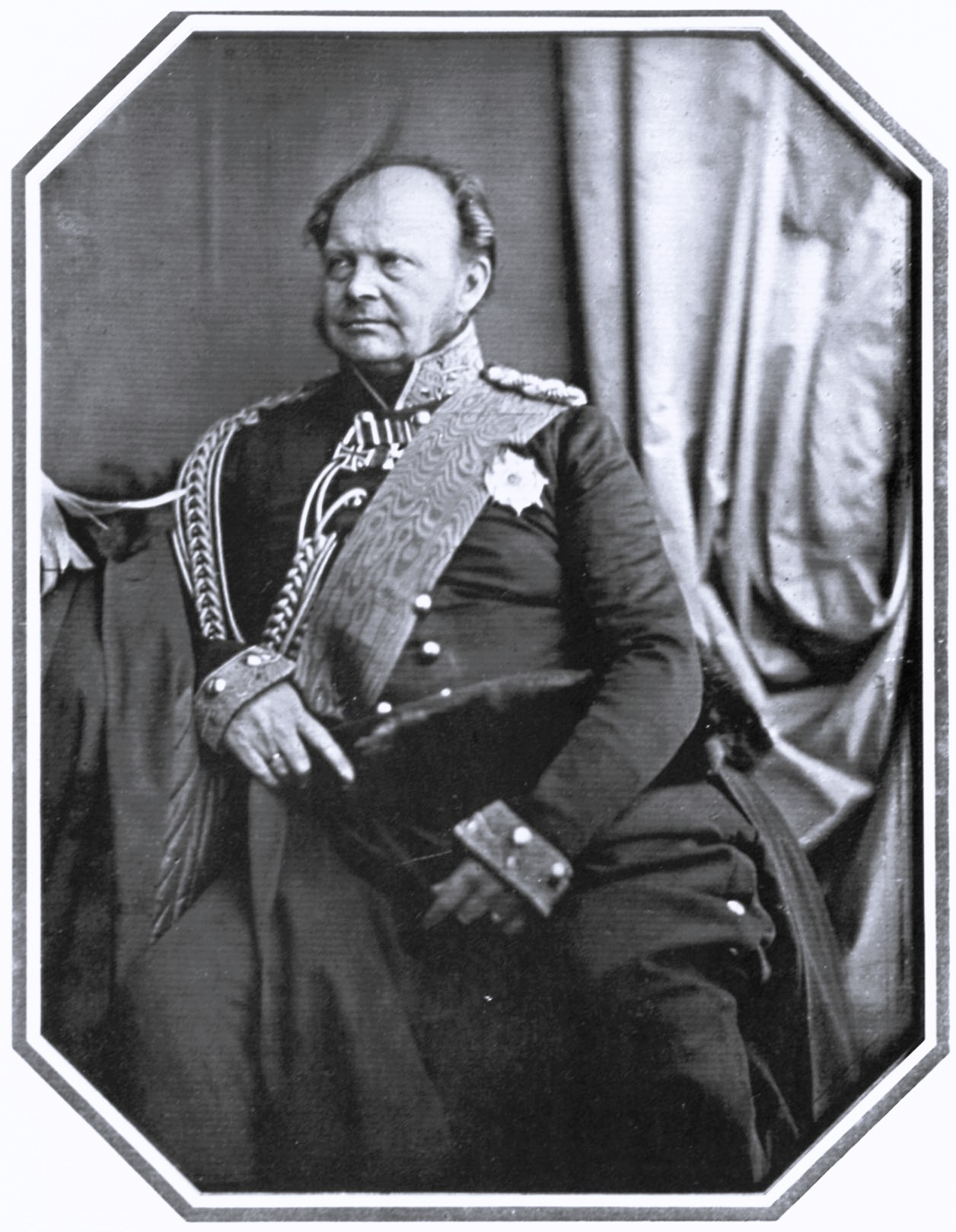
Federico Guillermo IV de Prusia, 1847.

El Asunto de Neuchâtel (1856-1857) fue el resultado de una cuestión diplomática entre la Confederación Suiza y el rey de Prusia, Federico Guillermo IV, en relación con los derechos sobre el cantón suizo de Neuchâtel. El principado de Neuchâtel fue asimilado por Prusia en 1707 y fue gobernado por Napoleón Bonaparte tras la deposición del rey de Prusia. En 1814, el principado fue devuelto al rey Federico Guillermo III de Prusia, que al año siguiente permitió al principado adherirse a la Antigua Confederación Suiza (que era una alianza de Estados independientes y semiindependientes más que un único país) permaneciendo bajo su gobierno.
El principado se rebeló contra el gobierno prusiano en 1848. En 1849, el gobierno prusiano empezó a presionar para el reconocimiento de sus derechos sobre Neuchâtel. Algunos países propusieron que Neuchâtel se separara de la recién fundada Confederación Suiza (en la actualidad un único Estado federal), aunque permaneciendo en alianza con Suiza. El gobierno británico pretendió establecer un acuerdo diplomático con el apoyo de los franceses. El rey de Prusia continuó presionando por sus derechos en esta materia.
El 23 de septiembre de 1856, hubo una revuelta de los realistas en Neuchâtel, leales a Prusia, que llevó la situación a una crisis. La revuelta fracasó y los realistas fueron reducidos. Se iniciaron negociaciones entre Francia, Inglaterra, Prusia y Rusia por el futuro de Neuchâtel, con Inglaterra apoyando fuertemente la independencia del principado. Esta conferencia tuvo lugar en 1857. Prusia finalmente cedió en sus reclamaciones sobre Neuchâtel tras la insistencia de las otras potencias.